# Самсонович, Хенрик
Хенрик Самсонович (пол. Henryk Samsonowicz; 23 января 1930 — 28 мая 2021) — польский историк-медиевист, академик Польской академии наук, член Польской академии знаний.

## Биография
Родился 23 января 1930 года в Варшаве. В 1950 году окончил исторической факультет Варшавского университета, а затем стал ассистентом этого университета. В 1989—1991 годах министр национального образования Польши. Преподаватель Варшавского университета и Пултуской Академии гуманитарных наук им. А. Гейштора. В периоде 1978—1982 годов председатель Польского исторического общества. Умер 28 мая 2021 года.

## Научная деятельность
Доктор (1954), хабилитированный доктор (1960), экстраординарный профессор (1971), ординарный профессор (1980). Ректор Варшавского университета (1980—1982). Член-корреспондент Польской АН (1994), действительный член Польской АН (2002).

### Основные труды
- Hanza, władczyni mórz (1958)
- Badania nad kapitałem mieszczańskim Gdańska w II połowie XV wieku (1960)
- Formy pracy kupca hanzeatyckiego w XIV—XV w. (1964)
- Historia Polski do roku 1795 (1967, 1973, 1976, 1985, 1990)
- Późne średniowiecze miast nadbałtyckich. Studia z dziejów Hanzy nad Bałtykiem w XIV—XV w. (1968)
- Życie miasta średniowiecznego (1970, 2001, 2006)
- Złota jesień polskiego średniowiecza (1971, 2001, 2014)
- Городское самоуправление в истории Польши периода феодальной раздробленности (1974)
- Dzieje miast i mieszczaństwa w Polsce przedrozbiorowej (1986), соавтор — Мария Богуцкая
- Foreign Market of Gdańsk at the Turn of the 15th and 16th Centuries (2003)
- Русские земли глазами жителей Любека XII—XV веков (2003)
- Tysiącletnie dzieje Polski (2006), соавтор — Януш Тазбир
- Konrad Mazowiecki (1187/88 — 31 VIII 1247) (2008)
- Das lange 10. Jahrhundert: über die Entstehung Europas (2009)